# Helmut Pohl
Helmut Pohl (* 14. August 1943 in Marienbad; † 12. August 2014 in Berlin) war ein deutscher Terrorist der zweiten Generation der Rote Armee Fraktion (RAF). 1984 wurde er wegen eines Bombenanschlags, mehrfachen versuchten Mordes, Bankraubs und der Mitgliedschaft in einer terroristischen Vereinigung zu lebenslanger Freiheitsstrafe verurteilt. 1998 wurde Pohl nach einem Schlaganfall begnadigt.

## Leben
Pohl studierte von 1964 bis 1971 an der Johann Wolfgang Goethe-Universität Frankfurt am Main Germanistik. Weil er sich nicht zurückmeldete, wurde er im Oktober 1971 ohne Abschluss exmatrikuliert. Von 1967 bis 1971 arbeitete er als freier Mitarbeiter beim Hessischen Rundfunk.
Ab 1970 stahl er Fahrzeuge für die erste Generation der RAF. Ab Mitte 1973 schloss sich Pohl endgültig der RAF an und tauchte unter. Er war an einem Banküberfall in Hamburg beteiligt. Pohl und andere erhielten ab 1973 genaue Anweisungen von den inhaftierten Terroristen der ersten Generation der RAF, die über deren Anwälte zu ihnen gelangten. Jedoch blieb dies dem Verfassungsschutz nicht verborgen. Pohl wurde 1973 über mehrere Monate beschattet. Am 4. Februar 1974 wurde er in Hamburg verhaftet und zu fünf Jahren Freiheitsstrafe verurteilt. Im Gefängnis übernahm er eine führende Rolle innerhalb der RAF.
1975 versuchten weitere Mitglieder der zweiten Generation der RAF durch die Geiselnahme von Stockholm vergeblich, Pohl und andere freizupressen. Vom 6. Juli bis 12. August 1977 war Pohl im Hochsicherheitstrakt der JVA Stuttgart untergebracht. Nach seiner Verlegung starben die verbliebenen RAF-Mitglieder in der sogenannten Todesnacht von Stammheim durch Suizid. Danach wurde in Pohls ehemaliger Zelle, die nach seiner Verlegung ungenutzt blieb, in einem Mauerversteck eine Pistole entdeckt, die von Rechtsanwalt Arndt Müller eingeschmuggelt worden war.
Am 25. September 1979 wurde Pohl entlassen und tauchte sofort wieder unter. Am 19. September 1980 reiste er mit anderen RAF-Mitgliedern in die DDR ein und führte Verhandlungen mit der DDR-Staatssicherheit. Nach 14 Tagen reiste er verdeckt wieder in die Bundesrepublik ein. 

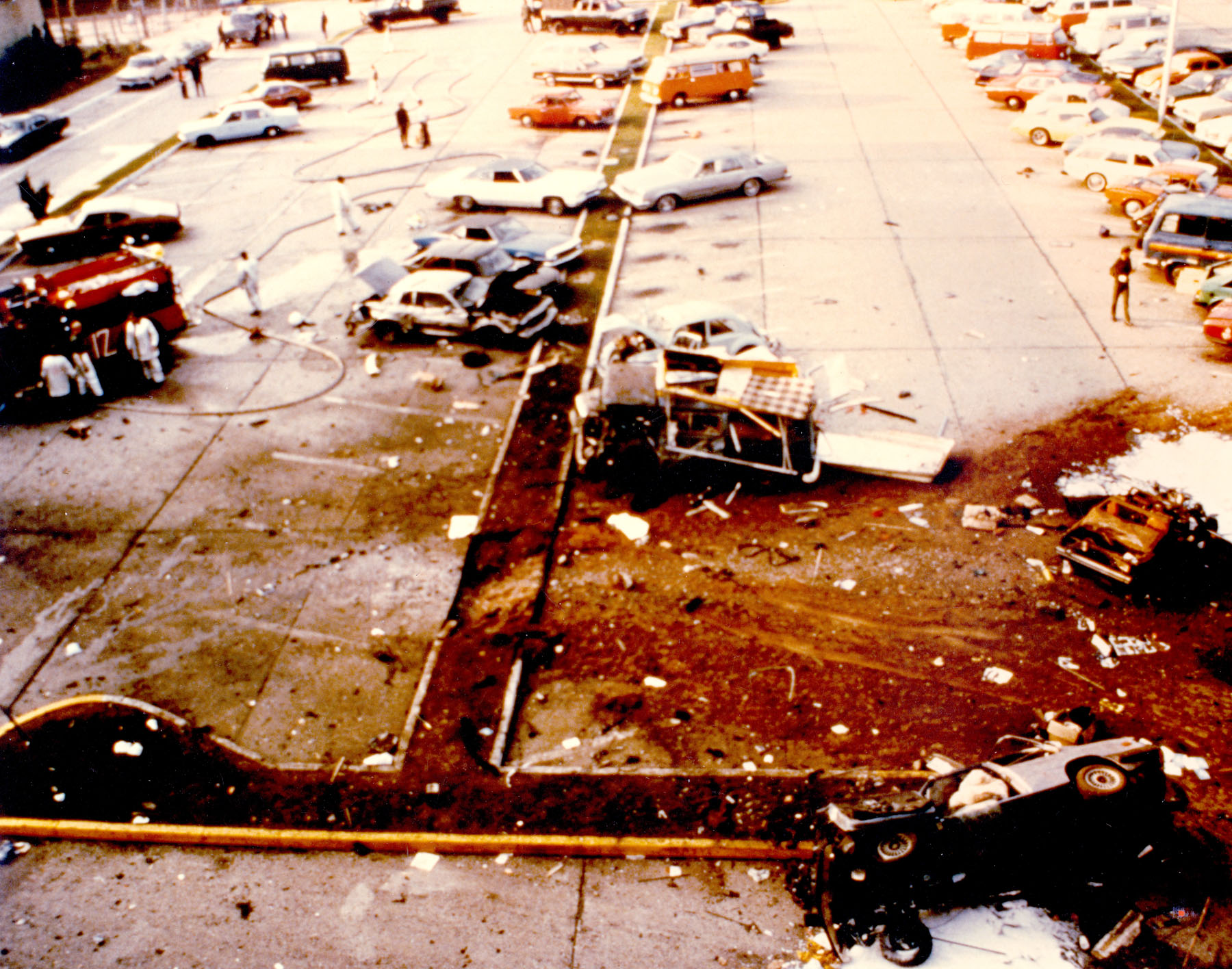
Ramstein Air Base nach dem Terroranschlag der RAF (1981)

Am 31. August 1981 war Pohl an dem Bombenanschlag auf das Hauptquartier der US-Luftstreitkräfte in Europa in Ramstein beteiligt, bei dem 14 Menschen verletzt wurden. Am 2. Juli 1984 wurde er in Frankfurt am Main erneut verhaftet und wegen des Bombenanschlags, mehrfachen versuchten Mordes, Bankraubes und der Mitgliedschaft in einer terroristischen Vereinigung zu lebenslanger Haft verurteilt. Im Gefängnis beteiligte er sich an mehreren Hungerstreiks und wurde erneut zu einer Führungsperson der inhaftierten RAF-Mitglieder. So gab er zusammen mit Brigitte Mohnhaupt mehrfach Erklärungen für die RAF-Häftlinge ab.
Im Mai 1998 wurde Pohl nach einem Schlaganfall von Bundespräsident Roman Herzog begnadigt. Nach seiner Freilassung rechtfertigte er weiter das Vorgehen der RAF. Der Spiegel bezeichnete ihn im Nachruf als einen der Theoretiker der Terrorgruppe.